# Кабинет Ринне
Кабинет Ринне (фин. Rinteen hallitus, швед. Regeringen Rinne) — кабинет министров Финляндии во главе с премьер-министром Антти Ринне (Социал-демократическая партия Финляндии), сформированный 6 июня 2019 года; 75-й кабинет министров в истории страны. Помимо СДП, в правительственную коалицию вошли Финляндский центр, Зелёный союз, Левый союз и Шведская народная партия. Правительство по причине такого представительства называли «левоцентристским». Общее число министров в правительстве составляло 19.
В ноябре 2019 года произошёл скандал вокруг забастовки работников Posti Group, в результате которого 29 ноября ушла в отставку министр по делам местного самоуправления и управления собственностью Сирпа Паатеро, а 3 декабря — премьер Антти Ринне. На внутрипартийном голосовании 8 декабря был избран новый премьер-министр — Санна Марин. 10 декабря, после того, как кандидатура Марин была одобрена финским парламентом, было сформировано новое правительство страны — кабинет Марин.

## Историческая справка
На парламентских выборах в Финляндии, состоявшихся 14 апреля 2019 года, победу одержала Социал-демократическая партия Финляндии во главе со своим председателем Антти Ринне, получившая 40 мест (из двухсот). Традиционные союзники СДП, Зелёные и Левый союз, получили в парламенте 20 и 16 мест соответственно. Таким образом, для создания правительства Ринне было необходимо заручиться поддержкой ещё как минимум одной крупной партии. После того, как он заявил, что не хочет работать в одном правительстве с партией Истинные финны, таких крупных партий осталось две — Финляндский центр и Национальная коалиция. В СМИ отмечалось, что вполне возможен как один вариант, так и другой, поскольку у социал-демократов есть общие позиции с обеими партиями: например, с Центром — по вопросами налогообложения и социальной политики, а с Коалицией — по вопросам вопросам образования и развития больших городов.
8 мая 2019 года Антти Ринне после консультаций по формированию правительства, которые он проводил с представителями всех парламентских партий, объявил, что к участию в переговорах по формированию нового кабинета министров приглашены Финляндский центр, Зелёный союз, Левый союз и Шведская народная партия (у СДП и этих четырёх партий в сумме имелось 117 парламентских мест). Ринне заявил, что главной задачей будущего правительства является борьба с неравенством в обществе, а другими важными вопросами являются — проблема изменения климата, занятость и образование. Лидер коалиционеров Петтери Орпо, комментируя это решение, сообщил, что у его партии имеются большие разногласия с СДП в области экономической политики, налогов и политики занятости.
3 июня 2019 года было объявлено о достижении договорённости относительно распределения министерств между представителями партий.
6 июня 2019 года состоялась церемониальная встреча Антти Ринне (как главы партии, выигравшей последние парламентские выборы) с президентом Финляндии Саули Ниинистё. В этот же день кандидатура Ринне на посту премьер-министра страны была одобрена финским парламентом (111 голосов «за» и 74 голоса «против»). После того, как в этот же день Саули Ниинистё принял отставку действующего кабинета министров (кабинета Сипиля), он утвердил новый кабинет (так называемый кабинет Ринне). В этот же день министры приняли присягу, обязавшись соблюдать Конституцию Финляндии и законы.

## Состав правительства
- Антти Ринне, премьер-министр, СДП
- Санна Марин, министр транспорта и связи, СДП
- Вилле Скиннари, министр по сотрудничеству с развивающимися странами и внешней торговле, СДП
- Сирпа Паатеро, министр по делам муниципалитетов и контролю за госкомпаниями, СДП
- Тютти Туппурайнен, министр по делам Европы, СДП
- Криста Киуру, министр по делам семьи и базовым услугам, СДП
- Тимо Харакка, министр труда, СДП
- Мика Линтиля, министр финансов, Финляндский центр
- Антти Кайкконен, министр обороны, Финляндский центр
- Анника Саарикко, министр науки и культуры, Финляндский центр. На момент назначения она ждала ребёнка. Во время декретного отпуска её будет замещать Ханна Косонен (Финляндский центр)
- Катри Кулмуни, министр экономического развития, Финляндский центр
- Яри Леппя, министр сельского и лесного хозяйства, Финляндский центр
- Пекка Хаависто, министр иностранных дел, Зелёный союз
- Мария Охисало, министр внутренних дел, Зелёный союз
- Криста Микконен, министр по делам окружающей среды и климата, Зелёный союз
- Ли Андерссон, министр образования, Левый союз
- Айно-Кайса Пеконен, министр социальной сферы и здравоохранения, Левый союз. Будет занимать этот пост первые два года, затем её сменит Ханна Сарккинен (Левый союз)
- Анна-Майя Хенрикссон, министр юстиции, Шведская народная партия
- Томас Блумквист, министр по делам сотрудничества со странами Северной Европы и равноправия, Шведская народная партия

В состав правительства вошли представители пяти партий: Социал-демократической партии (семь портфелей), Финляндского центра (пять портфелей), Зелёного союза (три портфеля), Левого союза и Шведской народной партии (по два портфеля). В средствах массовой информации правительство по причине такого представительства партий называют «левоцентристским».
Среди министров кабинета — одиннадцать женщин и восемь мужчин. Общее число министров — 19. Средний возраст членов правительства на момент назначения — 46,1 лет, что делает кабинет одним из наиболее молодых в истории Финляндии.